# Aldo Moro
Aldo Moro   (Maglie, 23 de setembre de 1916 - Roma, 9 de maig de 1978) va ser un polític italià, membre destacat del partit Democràcia Cristiana. Va exercir com a primer ministre d'Itàlia des de desembre de 1963 fins a juny de 1968 i després de novembre de 1974 a juliol de 1976.
Moro també va exercir com a ministre d'Afers Exteriors des de maig de 1969 fins a juliol de 1972 i novament des de juliol de 1973 fins a novembre de 1974. Durant el seu ministeri, va implementar una política pro-àrab. A més, va ser nomenat ministre de Justícia i d'Ensenyament Públic durant la dècada de 1950. Des del març de 1959 fins al gener de 1964, Moro va exercir com a secretari de la Democràcia Cristiana. El 16 de març de 1978 va ser segrestat pel grup armat d'extrema esquerra Brigades Roges i assassinat després de 55 dies de captivitat.
Va ser un dels primers ministres de la postguerra d'Itàlia amb més temps al càrrec, liderant el país durant més de sis anys. Intel·lectual i pacient mediador, sobretot en la vida interna del seu propi partit, durant el seu govern, Moro va implementar una sèrie de reformes socials i econòmiques que van modernitzar profundament el país.
A causa de la seva convivència amb el líder comunista Enrico Berlinguer, conegut com el Compromís històric, Moro és considerat un dels pares més destacats del centre-esquerra italià modern i un dels líders més grans i populars de la història de la República Italiana.

## Biografia
Llicenciat en Dret, fou catedràtic de Dret penal i de filosofia del Dret a la Universitat de Bari. De 1939 a 1942 va ser president de la Federació Universitària d'Estudiants Catòlics Italians  i més tard va ocupar la direcció del «moviment de postgraduats catòlics».
Fou diputat democratacristià per Bari des del 1946 i va ocupar diversos càrrecs ministerials des del 1955. El 1959, fou Secretari general de la democràcia cristiana, primer ministre (1963-68 i 1974-76) i president del partit democratacristià (1976-78). Va pertànyer al sector esquerrà moderat del partit i va propugnar l'apertura a sinistra per l’organització d’extrema esquerra Brigate Rosse (BR, Brigades Roges).
Malgrat això, el 16 de març de 1978, les BR el va segrestar i després de 55 dies el van assassinar (9 de maig de 1978).
L'acció contra Moro, coneguda amb el nom en clau d'operació Fritz, fou la més agosarada de les BR en la seva història i va marcar el principi de la fi del grup armat més actiu de l'Europa occidental als anys de plom. Es va produir just el mateix dia en què el líder democristià havia de presentar al Parlament italià una proposta de govern d'unitat nacional que integrava, al costat de la DCI, el Partit Comunista d'Enrico Berlinguer. Potser per aquest context tan especial, el segrest i posterior assassinat de Moro s'ha interpretat, sovint, com una acció que anava més enllà de les BR. Així, hi ha teories que hi impliquen la lògia masònica P2, i també van circular rumors que afirmaven que les BR estaven molt infiltrades per una CIA estatunidenca aferrissadament anticomunista.

## Cinematografia
El segrest i captiveri de Moro per part de les Brigades Roges ha estat portat al cinema pel director Marco Bellochio en dues ocasions:
- Buongiorno, notte, pel·lícula de 2003.
- Exterior Nit, minisèrie de 2022.